# Třída Aventurier
Třída Aventurier byla třída torpédoborců francouzského námořnictva. Původně byly objednány Argentinou a na počátku první světové války, během stavby, zrekvírovány Francií. Celkem byly postaveny čtyři jednotky této třídy. Francouzské námořnictvo je provozovalo v letech 1914–1938. Část služby byly využívány jako minolovky. Všechny byly vyřazeny. Po vyřazení byly sešrotovány.

## Pozadí vzniku
Argentinské námořnictvo na základě programu z roku 1907 plánovalo stavbu celkem 12 nových torpédoborců. Následně objednalo po čtyřech kusech ve Francii, Velké Británii a Německu. Nakonec se program podařilo realizovat jen zčásti. Skutečně dodány byly pouze čtyři torpédoborce představující třídy Catamarca a La Plata. Argentina zrušila objednávku na čtyři jednotky třídy San Luis u britské loděnice Cammell Laird, takže plavidla roku 1912 zakoupilo řecké námořnictvo jako třídu Aetos. Další čtyři torpédoborce byly stavěny ve Francii jako třída Mendoza. Objednány byly roku 1910. Ještě před dokončením byly 9. srpna 1914 zrekvírovány a zařazeny do francouzského námořnictva jako třída Aventurier. Po dvou je stavěly loděnice Dyle et Bacalan v Bordeaux a Ateliers et Chantiers de Bretagne v Nantes. Dodány byly roku 1914.
Jednotky třídy Aventurier:
| Jméno                   | Loděnice                          | Založení kýlu | Spuštěn | Vstup do služby | Osud                                         |
| ----------------------- | --------------------------------- | ------------- | ------- | --------------- | -------------------------------------------- |
| Opiniâtre (ex Rioja)    | Dyle et Bacalan                   | 1910          | 1911    | září 1914       | Od roku 1926 rychlá minolovka. Vyřazen 1933. |
| Aventurier (ex Mendoza) | Dyle et Bacalan                   | 1910          | 1911    | září 1914       | Od roku 1926 rychlá minolovka. Vyřazen 1938. |
| Téméraire (ex San Juan) | Ateliers et Chantiers de Bretagne | 1910          | 1911    | listopad 1914   | Od roku 1926 rychlá minolovka. Vyřazen 1936. |
| Intrépide (ex Salta)    | Ateliers et Chantiers de Bretagne | 1910          | 1911    | listopad 1914   | Od roku 1926 rychlá minolovka. Vyřazen 1937. |

## Konstrukce

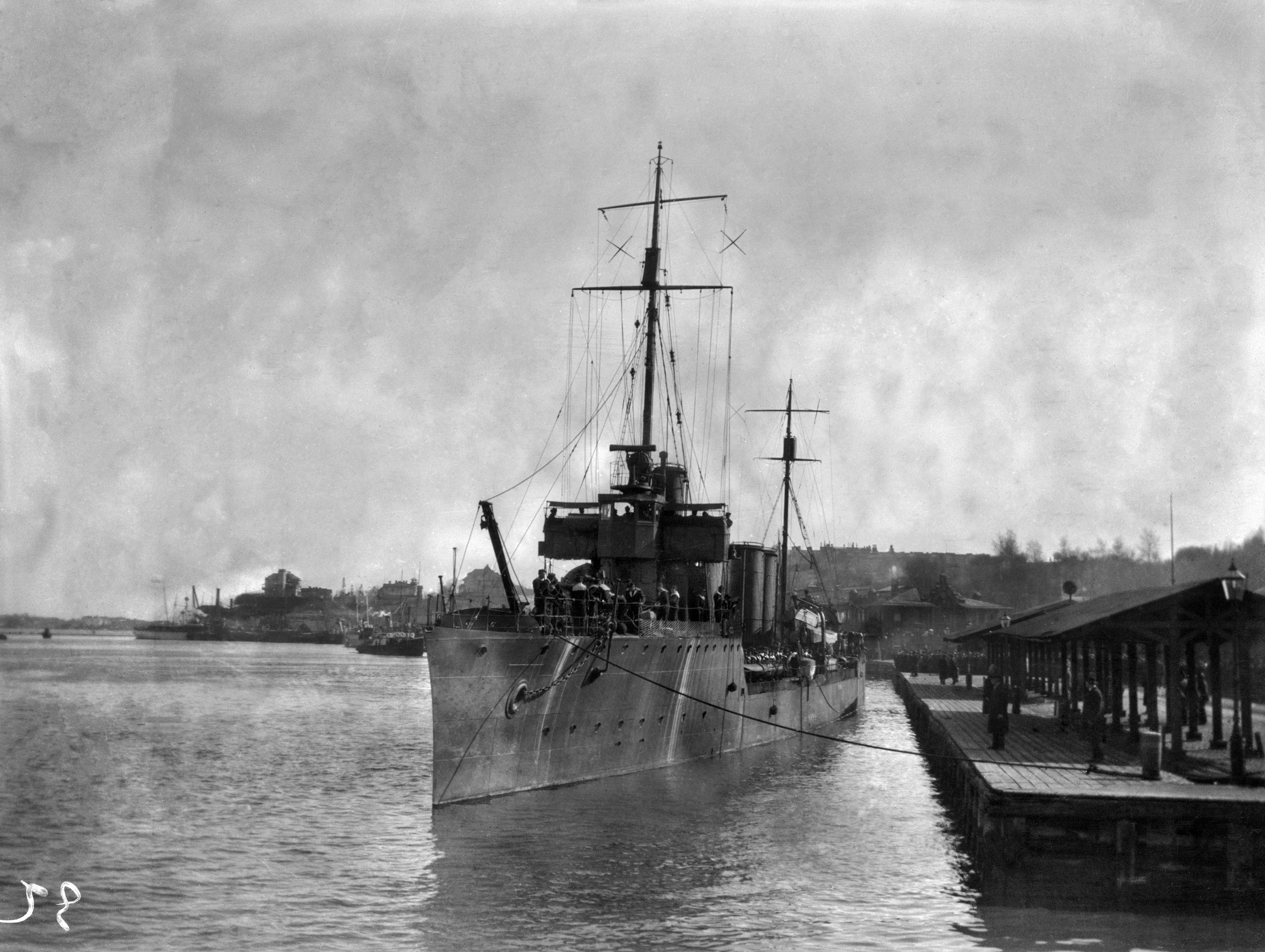
Téméraire

Původně plánovanou výzbroj tvořily čtyři 102mm kanóny a šest 457mm torpédometů. Z toho byly dva dvouhlavňové a dva jednohlavňové. Pro francouzské námořnictvo bylo složení výzbroje upraveno na čtyři 100mm kanóny, jeden 47mm kanón a čtyři jednohlavňové 450mm torpédomety. Pohonný systém tvořilo pět kotlů White–Foster Wheeler a dvě sady turbín Rateau o výkonu 18 000 shp. Poháněly dva lodní šrouby. Kotle spalovaly uhlí a naftu. Torpédoborce měly tři komíny. Nejvyšší rychlost dosahovala 32 uzlů. Dosah byl 1850 námořních mil při rychlosti 10 uzlů.

### Modifikace

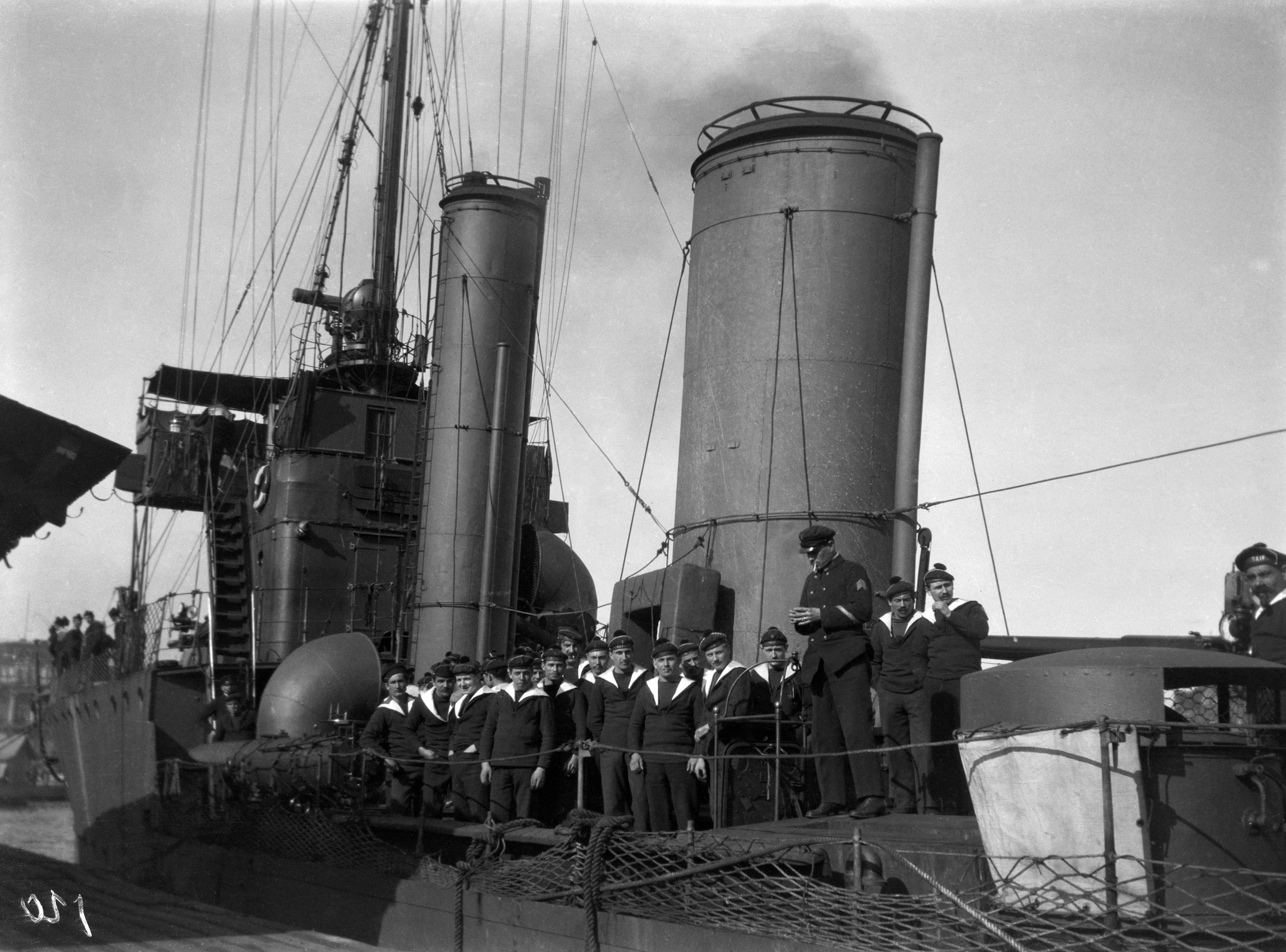
Téméraire

Na torpédoborcích Opiniâtre a Téméraire musely být již roku 1917 vyměněny kotle. Každé plavidlo dostalo jeden naftový kotel pocházející z rozestavěného torpédoborce Enseigne Gabolde a tři vodotrubní kotle du Temple pocházející z rozestavěných dreadnoughtů třídy Normandie. Modernizovaná plavidla měla čtyři komíny. Výkon pohonného systému klesl na 12 000 shp a rychlost na 22 uzlů.
Torpédoborce Aventurier a Intrépide byly v letech 1924–1927 přestavěny na minolovky. První dostal dva kotle Schultz-Thornycroft a jeden kotel du Temple a druhý tři kotle Schultz-Thornycroft. Počet komínů se snížil na dva. Dosahovaly rychlosti 26 uzlů. Kotle Schultz-Thornycroft pocházely z německých torpédoborců V100 a V126 získaných v rámci reparací. Demontován byl jeden 100mm kanón, naopak instalováno bylo minolovné vybavení. Stejné složení výzbroje měla v rámci úpravy na minolovky i zbývající plavidla této třídy.